# Jordbävningen i Guatemala 1717
Jordbävningen i Guatemala 1717 var ett jordskalv som drabbade nuvarande Guatemala den 29 september 1717 och som hade en uppskattad momentmagnitud på 7.4. Över 3 000 byggnader raserades inklusive flera tempel och kyrkor.